# Lisewo Kaszubskie
Lisewo Kaszubskie – nieczynny przystanek kolejowy w Lisewie na linii kolejowej nr 230 Wejherowo – Garczegorze, w województwie pomorskim.